# 6050
6050（六千五十、ろくせんごじゅう）は自然数、また整数において、6049の次で6051の前の数である。

## 性質
- 6050は合成数で、約数は 1, 2, 5, 10, 11, 22, 25, 50, 55, 110, 121, 242, 275, 550, 605, 1210, 3025, 6050 である。
  - 約数の和は12369。
    - 約数の和が奇数になる132番目の数である。1つ前は5929、次は6084。
- 1051番目のハーシャッド数である。1つ前は6048、次は6060。
  - 11を基としたときの13番目のハーシャッド数である。1つ前は5060、次は7040。
- 各位の和が11になる302番目の数である。1つ前は6041、次は6104。
- 6050 = 2 × 552
  - n = 55 のときの 2n2 の値とみたとき1つ前は5832、次は6272。(オンライン整数列大辞典の数列 A001105)

## その他 6050 に関連すること
- メルクリン-6050 - ドイツの鉄道模型メーカーメルクリンのデジタルコマンドコントロールシステム、メルクリンデジタルを構成する装置の一つ。

6050系、6050形と呼ばれる鉄道車両
- 西武6050系電車 - 西武鉄道（西武）の通勤形電車、西武6000系電車のうち、車体素材をアルミニウム合金に変更した50番台車の通称（正式形式名ではない）。
- 東武6050系電車 - 東武鉄道（東武）・野岩鉄道・会津鉄道の電車。
- 国鉄6050形蒸気機関車 - 山陽鉄道から鉄道院・鉄道省に継承されたテンダー式蒸気機関車、16形蒸気機関車（国鉄6120形蒸気機関車）のうち、国有化前にシリンダ改造を受けた同社33形蒸気機関車の鉄道院・鉄道省での形式称号。
- 国鉄タキ6050形貨車
- 名古屋市交通局6050形電車 - 名古屋市交通局の地下鉄桜通線用電車。
- 西鉄6050形電車 - 西日本鉄道（西鉄）の通勤形電車、西鉄6000形電車の改良増備車。